# FREMM計画
FREMM計画（ふれむけいかく、イタリア語: Fregata Europea Multi Missione、フランス語: Frégates Européennes MultiMissions、FREMM）またはマルチミッションフリゲートとは、フランスとイタリアが共同で行う汎用フリゲート開発計画である。但し、フランス海軍では、Dから始まる艦番号を与えられ、駆逐艦相当として扱われている。
2005年11月16日に決定された当初計画では、フランスが17隻、イタリアが10隻を調達する計画であった(後述のアメリカ海軍の分を除く)。

## フランス
フランスの導入計画は当初、2隻のトゥールヴィル級駆逐艦及び6隻のジョルジュ・レイグ級駆逐艦を更新する対潜型（ASM:anti-sous-marine）8隻と、9隻のデスティエンヌ・ドルヴ級通報艦を更新する対地型（AVT:action vers la terre）9隻の合計17隻を、8隻・4隻・5隻の3段階に分けて導入する予定であった。
しかし計画修正により隻数はまず11隻、続いて8隻まで減らされ、また対地型が取り止めになり対空型（FREDA:Frégates de défense aériennes）2隻に変更された。最終的に計画は対潜型6隻と対空型2隻で進行した。対潜型6隻は2013年から2020年までに就役し、その後2021年と2023年に対空型2隻が就役した。

## イタリア
イタリアの導入計画は、7隻のマエストラーレ級フリゲートと4隻のソルダティ級フリゲート（ルポ／アルティリエーレ級）を対潜型（ASW）4隻と汎用型（GP：General Purpose/LA:Land Attack）6隻で更新する計画であり、特に汎用型には対地攻撃能力を重視した装備が計画されている。

## モロッコ

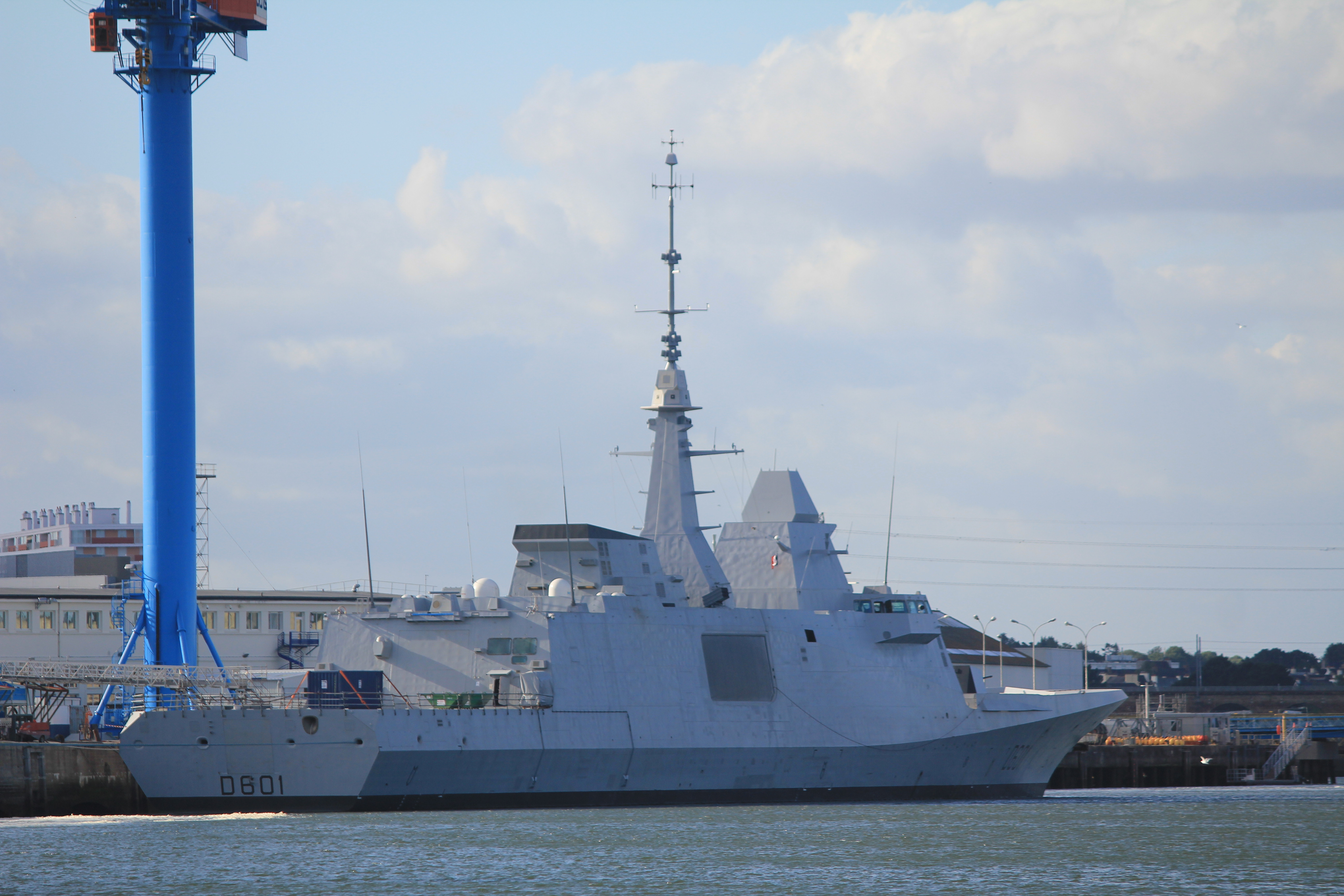
モロッコ海軍仕様の、モハマド6世。
フランス海軍仕様のアキテーヌ級駆逐艦に準じた設計。

モロッコ海軍は、フランスよりアキテーヌ級に準ずる対潜型1隻の調達を決定。建造は「アキテーヌ」の後、「ノルマンディー」の前に行われた。艦名は現在のモロッコの国王の名に因んでモハマド6世とされており、2014年1月30日に就役した。
| 運用国       | 設計 | #   | 艦名        | 起工   | 進水   | 就役   |
| ------------ | ---- | --- | ----------- | ------ | ------ | ------ |
| モロッコ海軍 | 対潜 | 701 | モハマド6世 | 2009年 | 2011年 | 2014年 |

## エジプト
エジプト海軍は、2015年2月にアキテーヌ級駆逐艦の2番艦「ノルマンディー」を購入、エジプト海軍に「F1001　タヒヤ・ミスル」として就役した。
| 運用国       | 設計 | #        | 艦名                          | 起工           | 進水            | 就役            |
| ------------ | ---- | -------- | ----------------------------- | -------------- | --------------- | --------------- |
| エジプト海軍 | 汎用 | FFG-1001 | タヒヤ・ミスル （Tahya Misr） | 2009年 10月8日 | 2012年 10月18日 | 2016年 3月17日  |
| エジプト海軍 | 汎用 | FFG-1002 | アッ＝ガララ ENS Al-Galala    | 2017年 2月     | 2019年 1月26日  | 2020年 12月31日 |
| エジプト海軍 | 汎用 | FFG-1003 | ベレニケ ENS Bernees          | 2018年 1月     | 2020年 1月25日  | 2021年 4月14日  |

## アメリカ合衆国
アメリカ海軍は2017年より導入検討を開始し、2019年6月20日より開始されたFFG(X)(次期誘導ミサイルフリゲート）設計案コンペティションに、FREMM計画をベースにしたフィンカンティエリS.p.A社の案に決定した事を2020年4月30日付けで公表されコンステレーション級ミサイルフリゲートとなった。
コンステレーション級は、武器システムにイージスシステム ベース10を搭載したイージス艦であり、武装としてMk 41VLSやMk110 57mm砲の装備を予定している。
基本型1隻と別仕様の9隻が建造され、フィンカンティエリの傘下企業であるマリネット・マリーンが担当する。